# Pieter Winsemius
Pieter Winsemius (Voorburg, 7 de marzo de 1942) es un político, activista y empresario neerlandés, perteneciente al Partido Popular por la Libertad y la Democracia (VVD). Como ministro, estableció una legislación ambiental que incluía una regulación para la evaluación del impacto ambiental.

## Biografía

### Inicios
Winsemius trabajó como investigador en la Universidad de Leiden desde febrero de 1966 hasta octubre de 1970 y como consultor de gestión en McKinsey & Company desde octubre de 1970 hasta noviembre de 1982. Tras las elecciones de 1982 fue nombrado Ministro de Vivienda, Ordenación del Territorio y Medio Ambiente en el Gabinete Lubbers I, asumiendo el cargo el 4 de noviembre de 1982. Tras las elecciones de 1986 no obtuvo ningún puesto ministerial en el nuevo gabinete.
Winsemius se alejó de la política activa y regresó al sector privado y público, donde ocupó numerosos cargos como director de empresa y director sin ánimo de lucro en varios consejos de administración y de supervisión (World Wide Fund for Nature, Vereniging Natuurmonumenten, Stichting Max Havelaar, Centro Europeo para la Conservación de la Naturaleza, Stichting Pensioenfonds ABP y el Centro de Investigación Energética) y formó parte de varias comisiones y consejos estatales en nombre del Gobierno (Organización de Investigación Científica, Banco Nacional de Seguros, Staatsbosbeheer, Instituto Meteorológico y Consejo Científico de Política Gubernamental).

### Últimos años de su carrera
Volvió a ser consultor de gestión de McKinsey & Company desde agosto de 1986 hasta octubre de 1992 y fue profesor de gestión medioambiental en la Universidad de Tilburg desde el 1 de octubre de 1999 hasta el 1 de septiembre de 2012. Winsemius fue nombrado de nuevo Ministro de Vivienda, Ordenación del Territorio y Medio Ambiente en el Gabinete provisional Balkenende III tras la dimisión de Sybilla Dekker. Asumió el cargo el 26 de septiembre de 2006.
Durante toda su carrera se desempeñó como activista de la conservación, el desarrollo sostenible y los temas relacionados con el cambio climático.

## Condecoraciones
| Honores |                                           |              |                         |
| Cinta   | Condecoración                             | País         | Fecha                   |
|         | Caballero de la Orden del León Neerlandés | Países Bajos | 26 de agosto de 1986    |
|         | Comandante de la Orden de Orange-Nassau   | Países Bajos | 21 de noviembre de 2012 |